# Adolf Marcuse

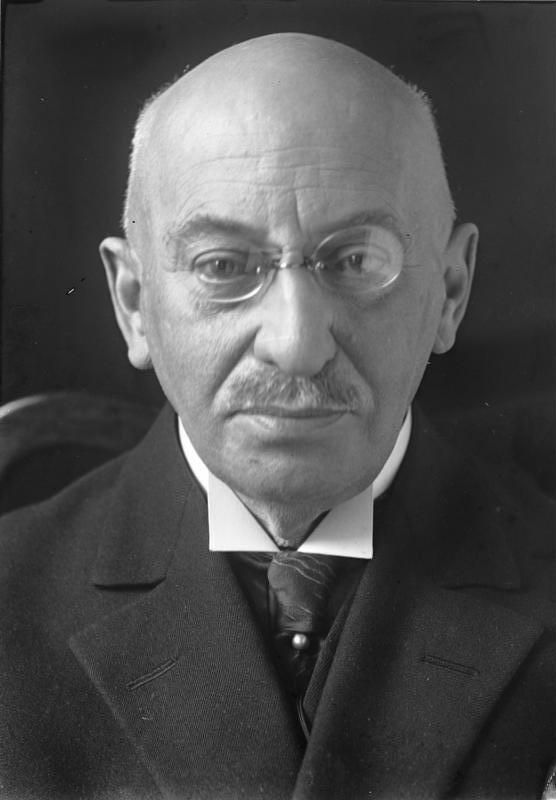
Adolf Marcuse

Adolf Marcuse (* 18. November 1860 in Magdeburg; † 18. Oktober 1930 in Berlin) war ein deutscher Astronom und Autor jüdischer Abstammung.

## Leben
Adolf Marcuse war Sohn des jüdischen Kaufmanns Heinrich Marcuse und seiner Ehefrau Anna Hirsch. Marcuse studierte an den Universitäten von Straßburg und Berlin. Als Assistent nahm er 1882 an der deutschen „Venus-Expedition“ (zur Beobachtung des Venustransits) in den USA teil. 1884 wurde er promoviert. Ab 1885 war er Hilfsastronom am Pulkowo-Observatorium bei St. Petersburg. Von 1886 bis 1887 war er als Astronom an der Nationalsternwarte in Santiago de Chile und von 1888 bis 1891 an der Königlichen Sternwarte zu Berlin. Über ein Jahr nahm er im Auftrag der Deutschen Regierung astronomische Beobachtungen auf Hawaii vor. Über diese Zeit auf Hawaii verfasste er ein Buch. Von 1897 bis 1907 war er Privatdozent für Astronomie an der Berliner Friedrich-Wilhelm-Universität. 1907 wurde er dort ordentlicher Professor. Ab 1911 war er auch Lehrer an der Technischen Militärischen Akademie.
Adolf Marcuse war Alt- und Ehrenmeister der Berliner Loge Victoria und Ehrenmitglied der Großloge von Hamburg. Er war ein Vertreter der so genannten humanitären Freimaurerei, über die er als einer der ersten im Rundfunk sprach.

## Veröffentlichungen (Auswahl)
- A. Marcuse: Handbuch der geographischen Ortsbestimmung für Geographen und Forschungsreisende. Verlag F. Vieweg und Sohn, 1905.
- A. Marcuse: Astronomie in ihrer Bedeutung für das praktische Leben. Verlag B.G. Teubner, 1919.
- A. Marcuse: Astronomische Ortsbestimmung im Ballon. Verlag G. Reimer, 1909.
- A. Marcuse: Himmelskunde. Quelle & Meyer Verlag, 1919.
- A. Marcuse: Die Naturkräfte und ihre technische Verwertung. Ullstein Berlin, 1924.